# Trümmerbahn

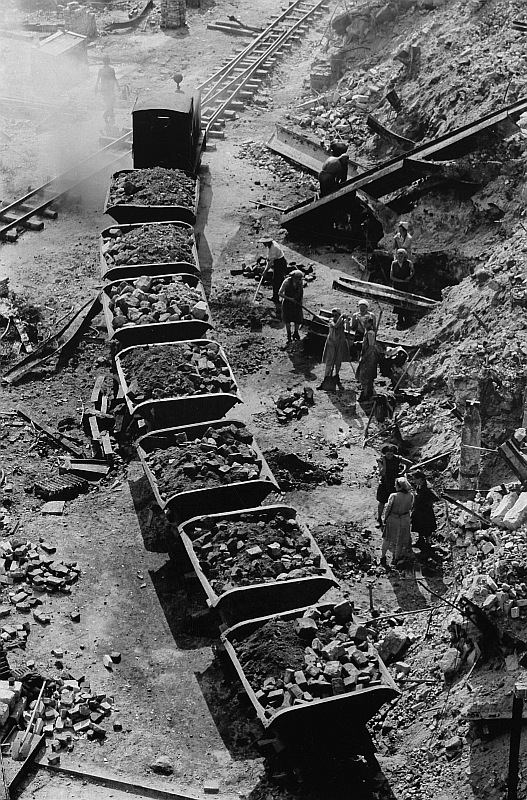
Einsatz einer Trümmerbahn in Dresden, um 1946/1947

Eine Trümmerbahn ist ein schienengebundenes Transportmittel, das nach dem Ende des Zweiten Weltkriegs in vielen deutschen und europäischen Städten zur Trümmerbeseitigung eingesetzt wurde. Als Fahrzeuge dienten hierbei in erster Linie die aus Torfstichen oder Ziegeleien bekannten Feldbahnen, ferner Güterstraßenbahnen und teilweise auch normalspurige Eisenbahnen, die auf provisorisch in Straßen verlegten Schienen betrieben wurden – so beispielsweise in Berlin. Hauptaufgabe der Trümmerbahnen war der Transport der von den zuvor vollständig abgeräumten zerstörten Gebäuden entstandenen Materialreste. Diese wurden zu großen Zwischenlagerplätzen oder Endlagerstätten gefahren, mitunter benutzte man den Schutt auch, um ganze (zerstörte) Straßenzüge aufzuschütten und damit hochwassersicher zu machen. Beladen wurden diese Bahnen häufig durch sogenannte Trümmerfrauen.

## Städte mit Trümmerbahnen
(unvollständig)
- Aachen[1]
- Aschaffenburg
- Augsburg
- Berlin
- Bielefeld[2][3]
- Bochum
- Braunschweig[4]
- Chemnitz
- Darmstadt[5]
- Dresden[6]
- Erfurt[7]
- Essen
- Frankfurt am Main
- Freiburg im Breisgau[8]
- Gießen an der Lahn
- Hamburg
- Hanau
- Hannover
- Heilbronn
- auf Helgoland
- Hildesheim
- Jena
- Karlsruhe
- Kiel[9]
- Köln
- Leipzig
- Lübeck
- Magdeburg
- Mainz
- Mannheim
- Mayen[10]
- München („Bockerlbahn“)
- Münster
- Nürnberg, („Trümmerbahn Nürnberg“/„Trümmer-Express“/„Moll-Bahn“)
- Osnabrück („Trümmerexpress“)
- Paderborn[11]
- Pforzheim[12]
- Saarbrücken
- Stuttgart
- Ulm
- Wiesbaden
- Worms
- Würzburg
- Zerbst
- Zweibrücken

Die Landesarchive und Stadtarchive der gelisteten Städte besitzen diverses Material, zeigen das aber in der Regel nur in Sonderausstellungen, so beispielsweise die Deutsche Fotothek in der Sächsischen Landesbibliothek – Staats- und Universitätsbibliothek Dresden, das Museum der Arbeit in Hamburg-Barmbek, das Historische Museum Hannover in Hannover oder das Institut für Stadtgeschichte in Frankfurt am Main, das frühere Frankfurter Stadtarchiv.

### Trümmerbahn in Berlin

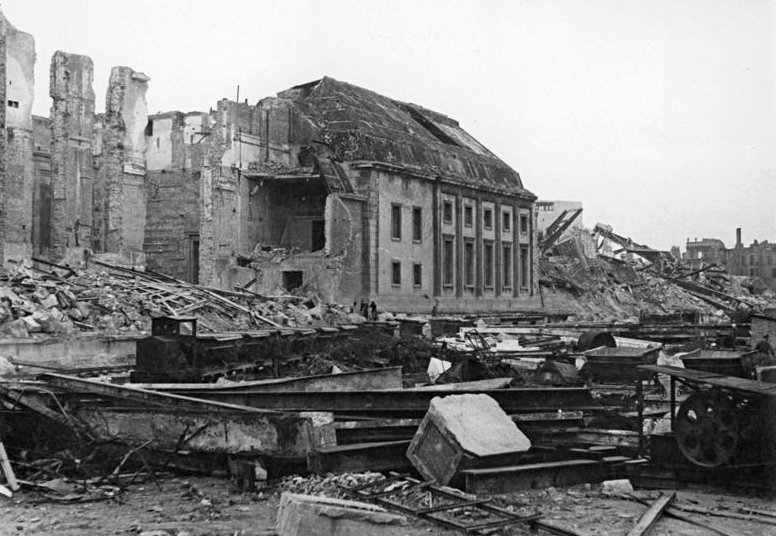
Berliner Trümmerbahnzug mit Diesellokomotive beim Abriss der Reichskanzlei, 1950

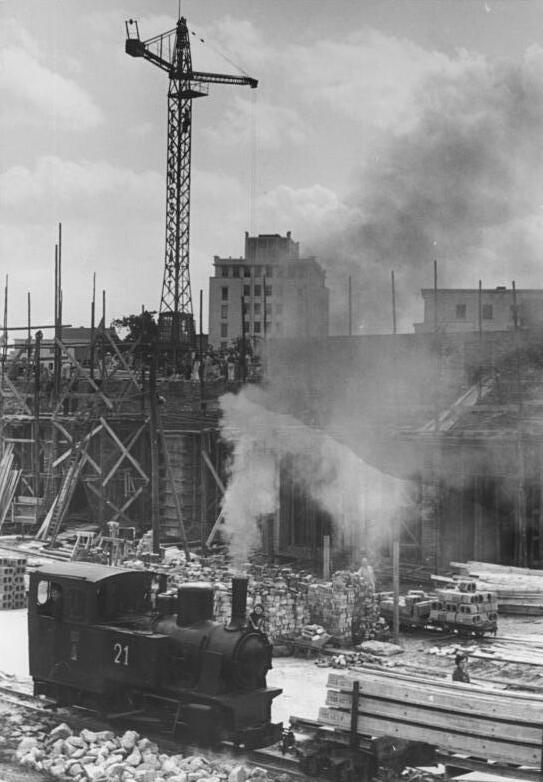
Bau der Stalinallee, Kleinbahn-Dampflokomotive beim Transport von Baumaterial, 1952

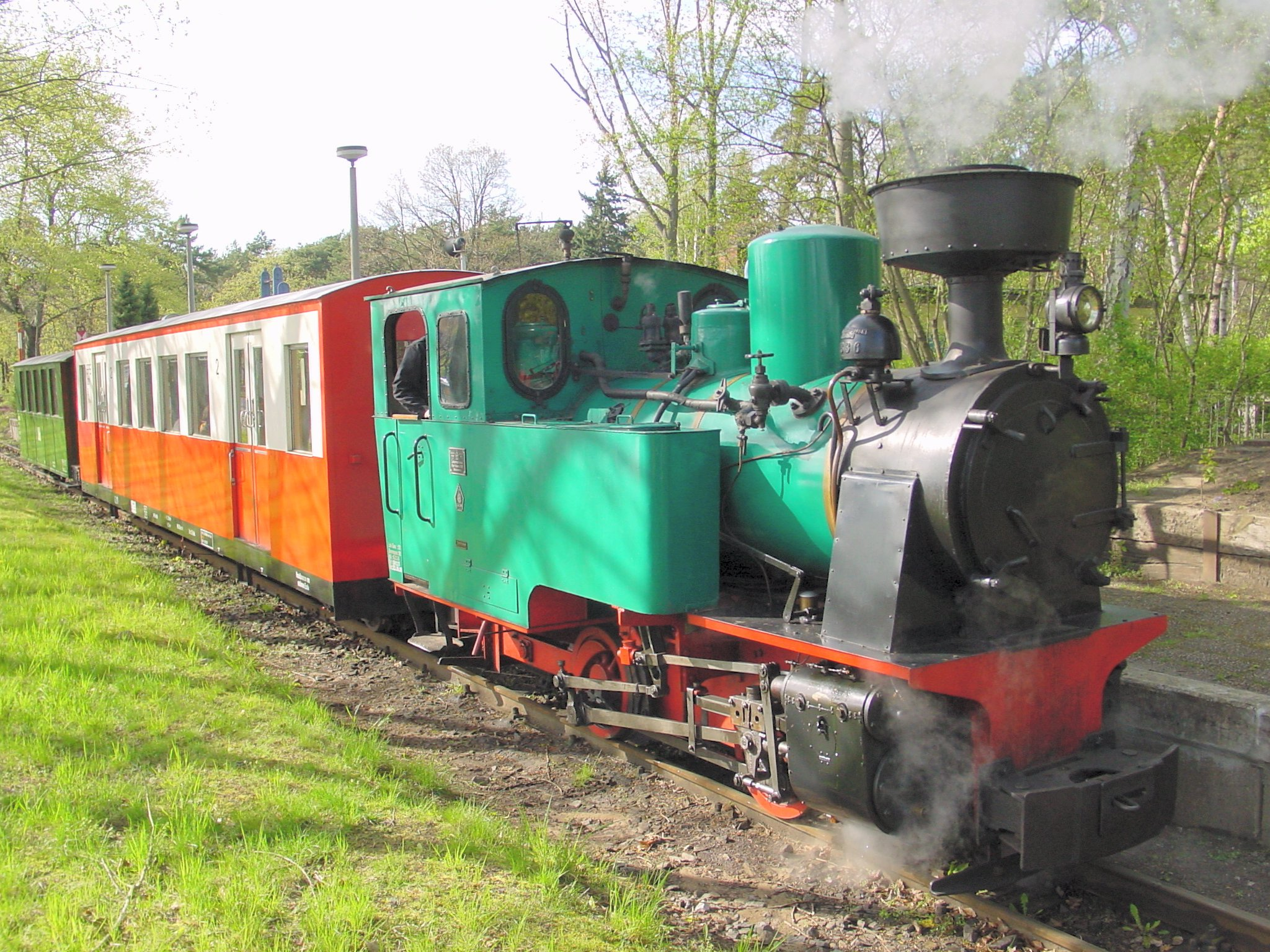
Frühere Trümmerlok 44 von Lowa, nach Restaurierung 1987 auf der Berliner Parkeisenbahn im Einsatz

Auf den Berliner Straßen waren zwischen 1945 und 1954 mindestens 89 Firmen zur Beseitigung von rund 75 Millionen Kubikmetern Trümmern eingesetzt. Dies erfolgte zu einem sehr geringen Teil durch Pferdewagen, Lastkraftwagen oder Schiffe, größtenteils jedoch durch Feldbahn-Anlagen auf den öffentlichen Straßen mit einem Gesamtnetz von 300 Kilometern, größtenteils in 600 mm Spurweite, das aber weder zeitlich noch örtlich zusammenhing. Die längste Strecke bestand zwischen 1948 und 1953 zwischen dem Schlossplatz in Berlin-Mitte und einer großen Kippe in Friedrichsfelde mit 15 Kilometern.
Große Trümmermengen kamen auf große Endlagerflächen, salopp als Kippe bezeichnet. Zu nennen sind bei diesen Schuttbergen vor allem die folgenden Lager, welche heute noch bestehen und meist als Parks in die Stadt integriert wurden:
- der Teufelsberg im Ortsteil Grunewald, wo mit 26 Millionen Kubikmeter der Rohbau der Wehrtechnischen Fakultät überschüttet wurde und ein 120 m hoher Berg entstand,
- der Humboldthain im Ortsteil Gesundbrunnen, in dem der große Flakbunker nach teilweiser Sprengung an- bzw. zugeschüttet wurde,
- der Große und Kleine Bunkerberg im Volkspark Friedrichshain, ebenfalls überschüttete Flaktürme,
- ein ehemaliges Kasernengelände mit dem Reichspoststadion, der heutige Fritz-Schloß-Park im Ortsteil Moabit,
- der Sportplatz Cantianstraße im Ortsteil Prenzlauer Berg,
- der Insulaner im Süden des Ortsteils Schöneberg.

Eine exakte Recherche, allerdings erst 50 Jahre nach Kriegsende, ergab mindestens 80 Endlagerplätze im Berliner Stadtgebiet und seiner näheren Umgebung.
Für die Trümmerbahn waren nach ebendiesen Akten mehr als 37 kleine Dampflokomotiven (zwischen 17 und 75 PS), mehr als elf Diesellokomotiven, mehrere Arbeitstriebwagen der Straßenbahn und eine große Dampflok der Deutschen Reichsbahn im Einsatz. Der gesamte Fuhrpark der Feldeisenbahnen war auf mindestens acht Betriebshöfen stationiert. Den Bau der Stalinallee in Ost-Berlin unterstützte die Deutsche Reichsbahn ab 1950 durch den Betrieb einer Normalspurbahn für den Abtransport von Trümmern und den Antransport von Baumaterial. 1950 wurde in Ost-Berlin der VEB Abräumung und Erdbau mit 58 Loks, 900 Muldenkippern und rund 80 km Gleisnetz gegründet. Ab 1951 unterhielt dieser VEB drei eigene Betriebsbahnhöfe am Schiffbauerdamm, in der Voltairestraße und der Stalinallee. Später verfügte er sogar über eine teilweise zweigleisige Hauptstrecke von Friedrichshain nach Friedrichsfelde.
In einer kleinen Ausstellung zeigt der Verein Berliner Unterwelten eine originale Güterlore. Eine vermutlich auch zur Enttrümmerung eingesetzte, anlässlich der 750-Jahr-Feier Berlins in Ost-Berlin aufgearbeitete Dampflokomotive vom Typ Lowa, die zuletzt Crimmitschau in Sachsen eingesetzt wurde fährt heute auf der Parkeisenbahnstrecke in der Wuhlheide.

### Trümmerbahn in Dresden
Die Trümmermenge in Dresden wurde nach den Luftangriffen auf Dresden 1945 auf 12,5 Millionen Kubikmeter beziffert, von denen ca. 5 Millionen Kubikmeter als nicht wieder verwertbarer Schutt abgefahren wurde. Neben der Ausfüllung von (ehemaligen) Lehmgruben in Nickern, Plauen und Torna wurden Trümmerberge im Ostragehege und im Stadtteil Laubegast angelegt, von denen nur letzterer noch als solcher erkennbar ist. Zusätzlich wurde das linke Elbufer in der Dresdner Johannstadt aufgefüllt.
Auf dem Höhepunkt der großflächigen Enttrümmerung der Dresdner Innenstadt in den Jahren 1951 und 1952 waren insgesamt fünf Linien Trümmerbahnen (Feldbahnen, teils im Dampf-, teils im Dieselbetrieb, Linien T1–T5) mit 21 Kilometern Linienlänge in Betrieb. Auf Grund der großen Zerstörungen, es waren etwa 15 Quadratkilometer Stadtgebiet betroffen, zog sich die Enttrümmerung bis Mitte 1958 hin. Dresden war damit die letzte deutsche Großstadt, die diese abschloss.

### Trümmerbahn in Freiburg im Breisgau
In Freiburg im Breisgau gab es von 1947 bis 1949 eine 2,6 Kilometer lange Trümmerbahn, die den Schutt vom Institutsviertel über den Stühlinger bis zum Flückigersee im Westen der Stadt brachte.

### Trümmerbahn in Hamburg
In Hamburg fuhr von 1945 bis 1954 eine Feldbahn mit Loren von der Trümmerumladestelle Ost im Stadtteil Hamm, dem heutige Thörls Park am westlichen Ende der Hirtenstraße, durch die Stadtteile Horn und Billstedt zum damaligen Kieswerk in Öjendorf. Die Trasse verlief durch die Straßenzüge Hirtenstraße – Bei der Hammer Kirche – Horner Weg – Hermannstal – Kattensteert – Schiffbeker Höhe – Öjendorfer Weg, im weiteren Verlauf quer über die Felder östlich und westlich des Mattkamp, in einem großen Bogen über das östliche Gebiet des ehemaligen Kieswerks bis zu dessen nördlichem Ende. Die Kieswerkanlage wurde später mit den aufgeschütteten Trümmerbergen zum Öjendorfer Park umgewandelt, der sich östlich an den Friedhof Öjendorf anschließt.
Eine weitere Trümmerbahn fuhr bis 1951 von der Umschlaganlage West auf dem Eimsbütteler Marktplatz bis nach Eidelstedt (Eimsbütteler Marktplatz – Pinneberger Weg – Övelgönner Straße – Langenfelder Straße – Waidmannstraße – Leunastraße – Winsberg – Volkspark). Am Rande des Altonaer Volksparks entstand eine Trümmerhalde, die mit Mutterboden bedeckt und aufgeforstet wurde. Ein Teil der Trümmer wurde beim Bau des Volksparkstadions eingesetzt.
Neben diesen beiden Hauptstrecken und zahlreichen kleineren Feldbahnen wurden auch das Gleisnetz der Hamburger Straßenbahn sowie – aufgrund der vorhandenen Fleete und Kanäle – in großem Umfang auch Schuten für den Abtransport der Trümmer genutzt.

### Trümmerbahn in Hannover
In Hannover wurden die Trümmer in Kipploren, die mit Baggern beladen wurden und von Dampf- und Benzollokomotiven gezogen wurden, aus der Innenstadt zu einem Kippgelände in der Steintormasch abtransportiert. Der Abtransport wurde sowohl während des Zweiten Weltkriegs als auch in der Nachkriegszeit von Peter Mütze, einem Bauingenieur im Bauamt der Stadt Hannover, koordiniert und fotografisch dokumentiert.

### Trümmerbahn in Leipzig

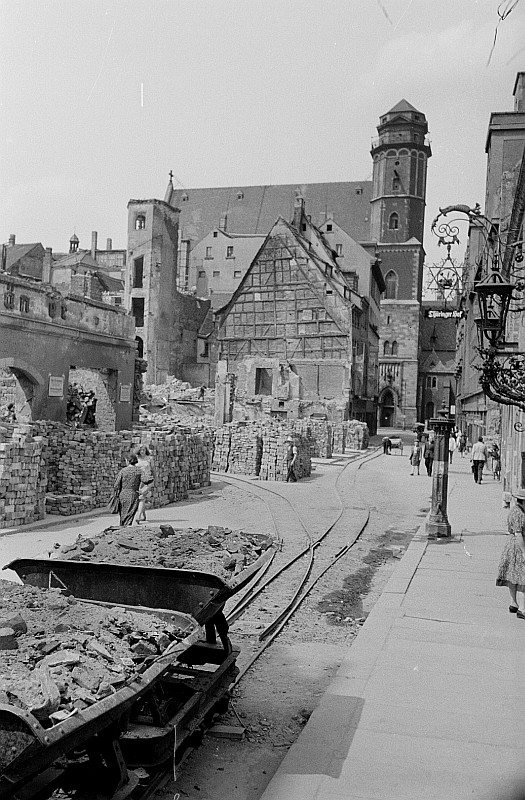
Trümmerbahnloren in der Burgstraße in Leipzig

Die etwa sieben Millionen Kubikmeter Trümmer von rund 10.000 total zerstörten und 26.000 beschädigten Gebäuden, von den zumeist zerstörten Messehäusern und -hallen sowie den zahlreichen defekten Produktionsbetrieben wurden in Leipzig ab 1945 im Wesentlichen durch auf Feldbahnen basierenden Trümmerbahnen mit drei separaten Gleissystemen abtransportiert, der Südbahn, der Zentrumsbahn und der Nordbahn, wobei die letzten beiden organisatorisch verbunden waren.
Die Südbahn erfasste die vor allem im Bombenangriff vom 4. Dezember 1943 schwer getroffenen südlichen Teile der Stadt. Ihr Gleisnetz reichte von der Emilienstraße im Norden bis zur Waisenhausstraße (heute Arno-Nitzsche-Straße) im Süden und von der Lößniger Straße im Osten bis zur Fockestraße im Westen. Der Abtransport erfolgte anfangs über die Waisenhausstraße und die Zwickauer Straße in Marienbrunn zur Deponie auf den Bruchfeldern der Dölitzer Kohlengrube in Dösen. Dieser weite Transport wurde im Herbst 1947 durch eine neue Deponie abgelöst, die auf einem durch Bomben verwüsteten Waldstück im Connewitzer Holz, den Bauernwiesen, entstand und später Fockeberg genannt wurde.

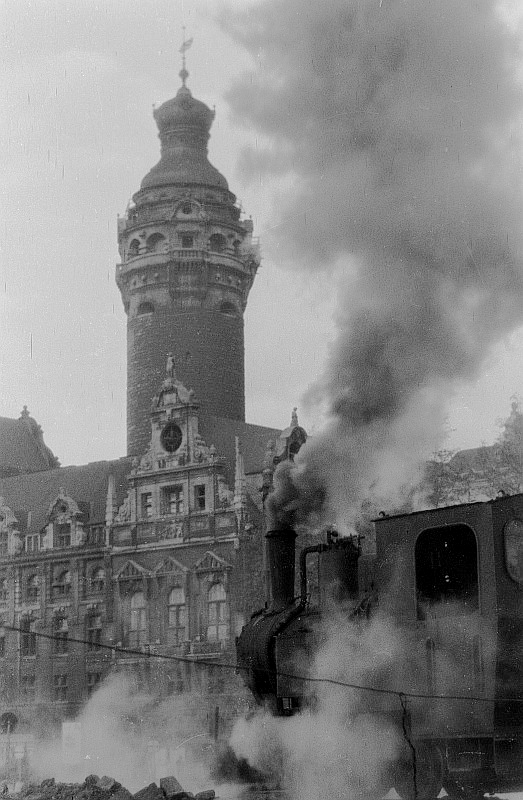
Dampflok einer Trümmerbahn am Leipziger Neuen Rathaus

Die Zentrumsbahn entsorgte die Innenstadt und hier zunächst die großen Trümmerberge auf dem Augustus-, dem Roß- und dem Wilhelm-Leuschner-Platz, die bereits ab 1944 aus Trümmern der Innenstadt hier aufgehäuft worden waren. Deponieziele waren hierbei das Johannisthal an der Hospitalstraße (heute Prager Straße) aber auch die Deponie Möckern, die über ein Gleis entlang des Elsterbeckens erreicht wurde. Ab 1947 wurden auch die Bauernwiesen angefahren, wobei das Musikviertel mit beräumt wurde.
Die Nordbahn nahm ihren Betrieb im Bereich um den Nordplatz erst Ende 1947 auf und transportierte den Schutt an eine Stelle am Cottaweg, wo der Wall für das Oval einer Radrennbahn aufgeschüttet, der Bau aber abgebrochen wurde. Innerhalb des Walls befindet sich seit 1975 das Motodrom des MC Post Leipzig. 1950 wurde Trümmerschutt für den Bau des Schwimmstadions und des Zentralstadions auf den Frankfurter Wiesen eingesetzt.
Die Trümmerbahnen wurden anfangs von privaten Baufirmen betrieben, die Südbahn von einer Arbeitsgemeinschaft Weißflog KG/Otto Schwabach und die Zentrumsbahn von Sager & Woerner, und nach deren Enteignung 1946 durch städtische Betriebe. Der Fahrzeugpark bestand für die Zentrumsbahn im Jahre ihrer stärksten Bestückung 1946 aus 16 Dampfloks, zwölf Diesellokomotiven und 552 Loren mit Fassungsvermögen zwischen 0,75 und 1,5 Kubikmeter. Auf dem Wilhelm-Leuschner-Platz arbeitete zur Wartung des rollenden Materials ein Betriebsbahnhof, in dem Reparaturen und Umbauten durchgeführt wurden. Die Südbahn hatte 1949 sechs Dampf- und zwei Diesellokomotiven sowie 155 Loren und vier Plattenwagen. Die Trümmerbahnen in Leipzig existierten bis etwa 1955.
Neben den Feldbahnen waren in den ersten Jahren in Leipzig auch Straßenbahnen zum Trümmertransport eingesetzt.

### Trümmerbahn in Magdeburg

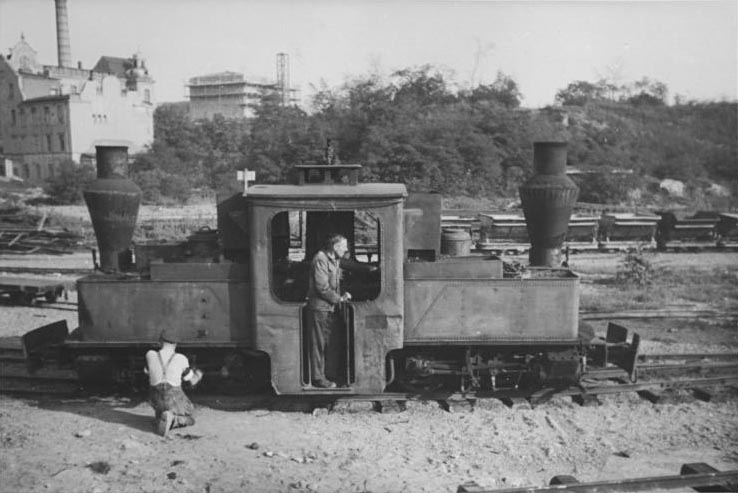
Trümmerbahn in Magdeburg, 1950: die Lokomotive der Bauart Péchot-Bourdon ist außergewöhnlich

Die Altstadt Magdeburgs um den damaligen Deutschen Platz, dem späteren Universitätsplatz, war zum Kriegsende im Mai 1945 großflächig zerstört, nach ersten Schätzungen zu 80 Prozent. Die wieder eingesetzte Stadtverwaltung lobte einen Wettbewerb zum Wiederaufbau aus, organisierte eine Ausstellung Magdeburg lebt und beauftragte Firmen zur Beseitigung der ersten Ruinen, die zum Transport des anfallenden Materials auch hier Feldeisenbahnen installierten. Das Foto aus dem Bundesarchiv zeigt eine Lokomotive der Trümmerbahn, deren Streckennetz über diesen Platz verlief. Die Trümmerbahn diente offenbar noch bis zum Jahr 1954 zum Transport von Schutt, Ziegelsteinen und Eisenteilen. An der Arbeit beteiligten sich viele Studenten der damaligen Hochschule für Schwermaschinenbau, der späteren Otto-von-Guericke-Universität.
Lokomotiven der Trümmerbahn waren ab 1955 auch auf der Magdeburger Pioniereisenbahn im Einsatz.

### Trümmerbahn in Münster

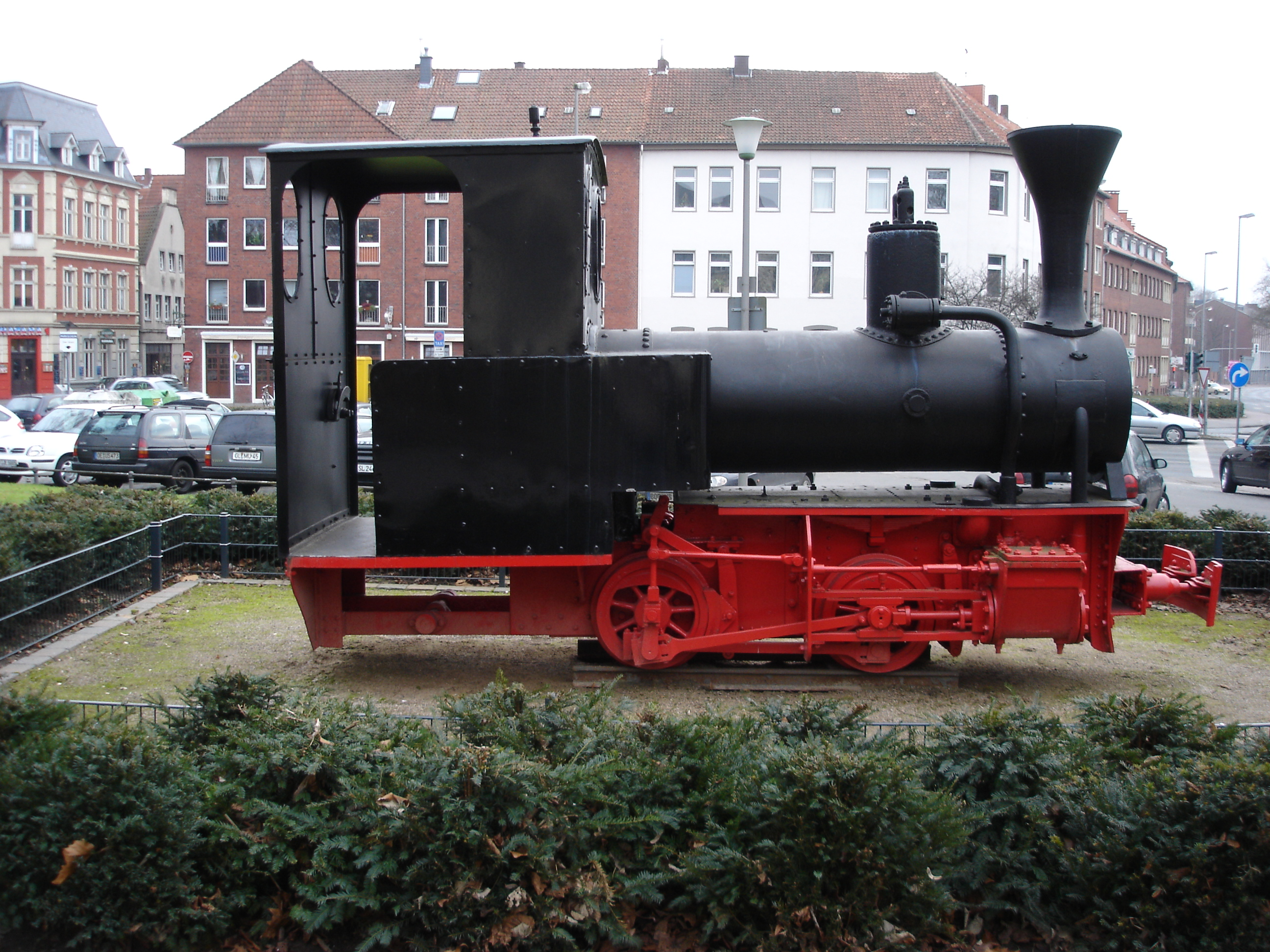
Eine als Denkmal erhaltene Trümmerbahnlokomotive von Orenstein & Koppel in Münster

Bauexperten schätzten die Menge des durch den Krieg entstandenen Schutts vor allem im Zentrum von Münster auf rund 2,5 Millionen Tonnen. Diese Trümmer wurden mit einer Feldbahn, verlegt und betrieben von der Firma Peter Büscher, auf Anlagen außerhalb der Stadt abtransportiert. Der Hindenburgplatz diente in dieser Zeit als Schutthalde zur Zwischenlagerung der geräumten, jedoch noch nicht aus dem Stadtzentrum abtransportierten Trümmermassen. Die Loks und Loren des Herstellers Orenstein & Koppel waren von 1946 bis 1960 im Einsatz. Büscher schenkte im Jahr 1961 der Stadt eine ausgemusterte Transportlok, die lange Zeit als Spielgerät auf dem Spielplatz Coerdeplatz diente. Im Jahr 2003 wurde die Zugmaschine gründlich rekonstruiert und im August 2004 als Erinnerungsstück auf dem Kalkmarkt abgestellt.

### Trümmerbahn in Mannheim
In Mannheim waren mehr als 6 Mio. m³ Trümmerschutt zu beseitigen. Bereits vor Kriegsende begann die Enttrümmerung mit Hilfe von Feldbahnen, die nach Kriegsende das städtische Tiefbau- und Maschinenamt betrieb. 1947 übernahm die Gemeinnützige Gesellschaft für Trümmerbeseitigung und -verwertung mbH Mannheim die Aufgabe. Sie errichtete zwei Trümmerbahnnetze in den Spurweiten 600 mm und 900 mm von insgesamt 13 km Länge. 17 Dampf- und Diesellokomotiven kamen zum Einsatz. Die Loren hatten ein Fassungsvermögen zwischen 0,75 m³ und 4 m³.

### Trümmerbahn in Nürnberg
Im Volksmund auch „Trümmer-Express“ oder „Moll-Bahn“ genannt, diente die Bahn zur Beseitigung des Kriegsschutts und verlief von der Altstadt über den Valznerweiher, das Reichsparteitagsgelände und den Silberbuck nach Fischbach. Die Schmalspurbahn hatte eine Spurweite von 900 Millimetern und wurde 1946 bis 1947 gebaut, nachdem durch die Luftangriffe auf Nürnberg in der Altstadt etwa 95 Prozent der Gebäude zerstört oder schwer beschädigt waren und große Mengen Schutt beseitigt werden mussten. Nachdem die größten Schuttberge in der Altstadt und der östlichen Südstadt beseitigt waren, stellte die Bahn ihren Betrieb 1950 ein.

### Trümmerbahn in Ulm
Das amerikanische Kommando hatte in Ulm ab Mai 1945 die Schuttbeseitigung vorrangig für Straßen und Plätze angeordnet. Im Sommer 1947 wurde eine Trümmerbahn eingerichtet, die den Abraum zu einer Aufbereitungsanlage sowie einem Trümmerberg in der Friedrichsau transportierte. Die Geldknappheit in Folge der Währungsreform im Juni 1948 sorgte für eine mehrmonatige Unterbrechung der Räumungsarbeiten. Als die Arbeiten im August 1948 wieder aufgenommen wurden, kamen überwiegend LKW zum Einsatz. Die Bahn verkehrte jedoch noch bis in den Herbst 1949.
In einem Internet-Forum findet sich folgender (leicht gekürzter) Bericht:

„In der Schwörwoche vom 6. bis 15. August 1949 verkehrte die ‚Ulmer Spatzen-Eisenbahn‘. Die 1,5 Kilometer lange Dampfbahn war Teil der von 1946 bis 1950 bestehenden 600 mm-Trümmerbahn zwischen der Innenstadt und der Friedrichsau. Während der Bauunternehmer Baresel drei Dampfloks, zehn Loren (mit Wänden und Sitzen) und das Fahrpersonal zur Verfügung stellte, sorgte die Straßenbahn für die Betriebsleitung und die Dienstaufsicht. Zwischen dem Bahnhof Valckenburghufer an der Münchner Straße bei der Gänstorbrücke und dem Bahnhof Ausee verkehrten insgesamt zwei Züge mit je fünf Wagen. Die Strecke folgte dem nordwestlichen Valckenburgufer, dann dem Südostrand des Gänswiesenwegs, wo nach 850 Metern die Zwischenstation Festwiese mit Ausweiche lag, und weiter an der Donau entlang bis zur Friedrichsau.“

Ob die Trümmer auf Schiffe umgeladen oder gleich an der Donau endgelagert wurden, ist nicht bekannt.

### Trümmerbahn in Worms
Die Trümmerbahn in Worms hatte die Spurweite 600 mm. Mit ihr wurden etwa 500.000 m³ Trümmerschutt abgefahren.

### Trümmerbahn in Zerbst
In Zerbst kam 1947 bis 1952 eine Trümmerbahn zum Einsatz, die die insgesamt 372.000 Kubikmeter Trümmerschutt vom Zentrum auf einen künstlichen Berg transportierte.

### Trümmerbahn in Zweibrücken

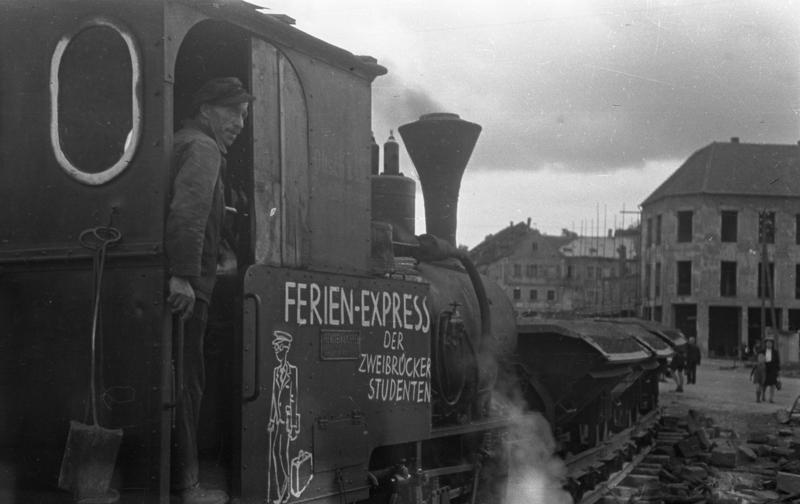
Zweibrücker Studenten bei der Enttrümmerung

In Zweibrücken war die Innenstadt bei einem Luftangriff am 14. März 1945 völlig zerstört worden. Eine mit Kipploren ausgerüstete Feldbahn der Baufirma Oltsch schaffte den Trümmerschutt beiseite. Mit dem Schutt wurden die Straßen und Plätze der Stadt verfüllt und das Niveau damit um etwa einen Meter angehoben.

### Trümmerbahn auf Helgoland
Die Nordseeinsel Helgoland war im Zweiten Weltkrieg als Festung ausgebaut. Nach Kriegsende beschlagnahmte die Siegermacht Großbritannien diese Insel, zerstörte sie systematisch und nutzte sie zu Bombenabwurfübungen. Als die Insel 1952 wieder an Deutschland übergeben wurde, war von der Bebauung und den Verteidigungsanlagen nichts mehr übrig. Die Insel selbst war auch nicht mehr bewohnbar. Ehemalige Einwohner und die zuständigen Verwaltungen sorgten dafür, dass mit einer kleinen Feldeisenbahn samt Loren die Enttrümmerung erfolgen konnte. Bald darauf kehrten die ersten Helgoländer auf ihre Insel zurück und machten sie schrittweise wieder bewohnbar.

## Besonderheiten der Bahnanlagen
Die nach dem Krieg 1945 installierten Trümmerbahnen hatten keinen einheitlichen Bahntyp. Für die Trümmerabfuhr wurden jeweils die Anlagen und Fahrzeuge verwendet, die gerade verfügbar und geeignet waren. Zum großen Teil waren das die schnell zu installierenden und technisch einfachen Feldbahnlokomotiven, mit schmalspurigen Gleisen mit einer Spurweite von 500, 600, 750 oder 900 Millimetern.
Weichen wurden meist manuell gestellt. Kreuzungspassstücke zum Überqueren vorhandener Gleisanlagen wurden von Helfern je nach Bedarf aufgelegt oder entfernt, an Bahnübergängen beziehungsweise Straßenkreuzungen wurden die Kraftfahrzeuge mit Flaggensignalen angehalten.
Fallweise wurden auch Arbeitswagen der Straßenbahn auf den vorhandenen Gleisstrecken zum Trümmertransport eingesetzt, gesondertes Schienenmaterial oder spezielle Signalanlagen waren meist nicht erforderlich. Zum Beladen wurden allerdings spezielle Rampen errichtet, auf welche die kleinen Loren der Feldbahnen geschoben wurden, um deren Inhalt dann auf die größeren Wagen der Straßenbahn zu entleeren.
In Berlin war auf einer Streckenlänge von rund zwei Kilometern eine normalspurige Eisenbahn als Trümmerbahn im Einsatz. Deren Gleise wurden ebenfalls auf der Straße auf eigenen aufgeschotterten Dämmen verlegt und mit beiderseitigen Metallzäunen gesichert. Diese Bahn hatte einen direkten Anschluss an das Gleisnetz der Eisenbahn im Bereich des Zentralviehhofs, am anderen Ende der Strecke gab es eine längere Rampe für die Umladung der Trümmer von den Loren.
Für das Rollmaterial wurden auf größeren Freiflächen Betriebshöfe hergerichtet. Hier wurde auf eingezäunten und bewachten Plätzen der Wagenpark gewartet, repariert und betriebsbereit gemacht, und von hier wurde der Einsatz koordiniert und die transportierten Waren und Mengen abgerechnet.

## Fahrzeuge

### Dampflokomotiven
Bei den Feldbahnen dominierten kleine Dampflokomotiven, weil Kohle zum Betreiben am einfachsten verfügbar war. Dazu gab es auch individuelle Umbauten, damit Koks oder Braunkohle verwendet werden konnten. Deren Hersteller waren beispielsweise Jung, Henschel, Orenstein & Koppel (O&K), Krauss-Maffei, BMAG Schwartzkopf.

### Diesellokomotiven

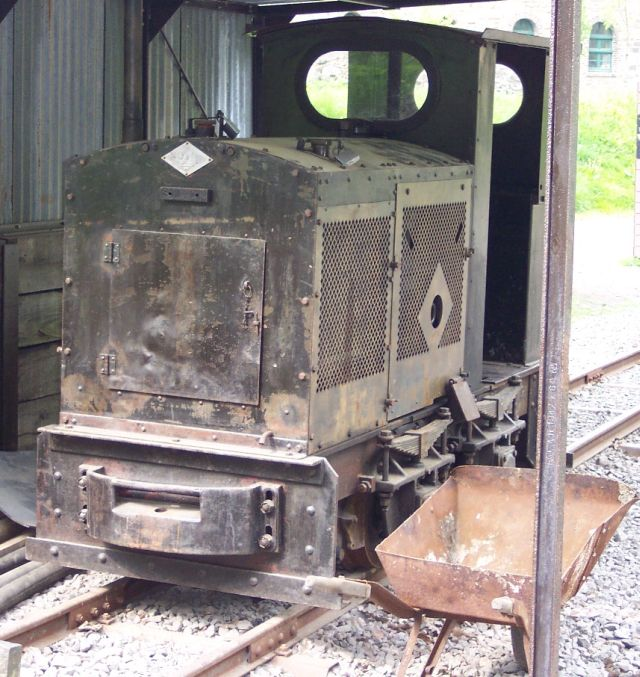
O&K-Feldbahnlokomotive

Kleine Diesellokomotiven, wiederum von überwiegend deutschen Herstellern wie Deutz, Henschel, O&K oder Schöma wurden in kleineren Straßen oder bei geringeren Steigungen eingesetzt, allerdings war die Bereitstellung des benötigten Dieselkraftstoffs häufig ein Problem.

### Straßenbahnen
Als Zugmaschinen bei Straßenbahnen fanden Arbeitswagen beziehungsweise Schlepptriebwagen Verwendung. 1948 fuhr die Berliner Verkehrsgesellschaft (BVG) im Rahmen der Trümmerbeseitigung, hauptsächlich in der ersten Jahreshälfte, noch 368.000 Tonnen Schutt ab. Hierzu wurden in der fast völlig zerstörten Innenstadt auch besondere Gleise zu einer Schuttverladerampe an der Spree gegenüber dem Dom verlegt, wo die Trümmer auf Lastkähne umgeladen wurden.

### Wagen
Die wichtigsten Bestandteile der Trümmerbahn waren die Ladungswagen. Hier spielten die offenen Feldbahnwagen beziehungsweise Loren die bedeutendste Rolle. Die mit der Trümmerbeseitigung beauftragten Firmen setzten alle nur verfügbaren Loren ein, wodurch es zu einer großen Vielfalt kam, sowohl die Bauart als auch die Größe als auch die Baujahre betreffend. Zwischen 10 und 15 vollbeladene Loren wurden von den Zugmaschinen befördert. Neben den Loren dienten Plattformwagen dem Transport von Balken, Eisenträgern und anderem sperrigen Material.

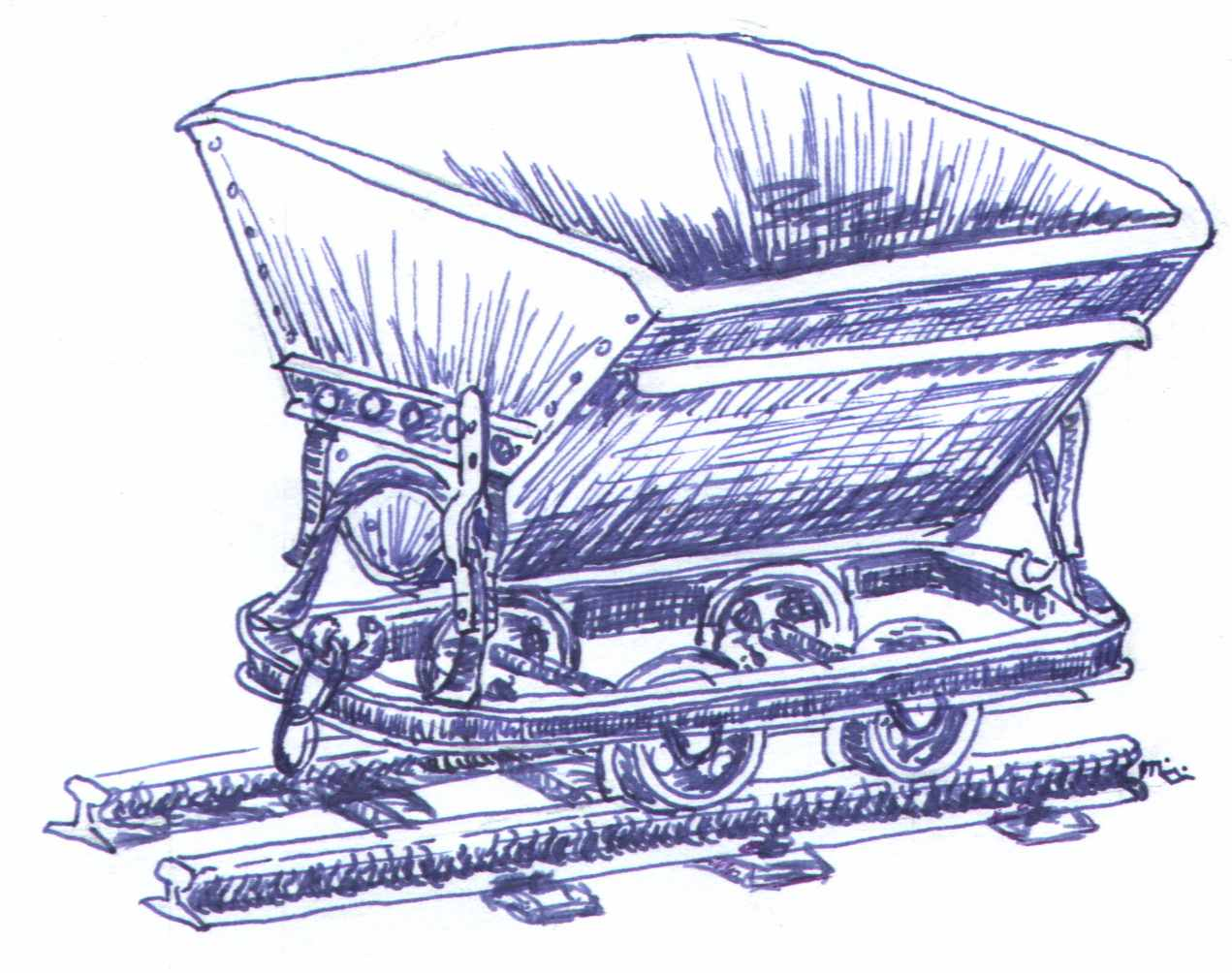
Vier von vielen …
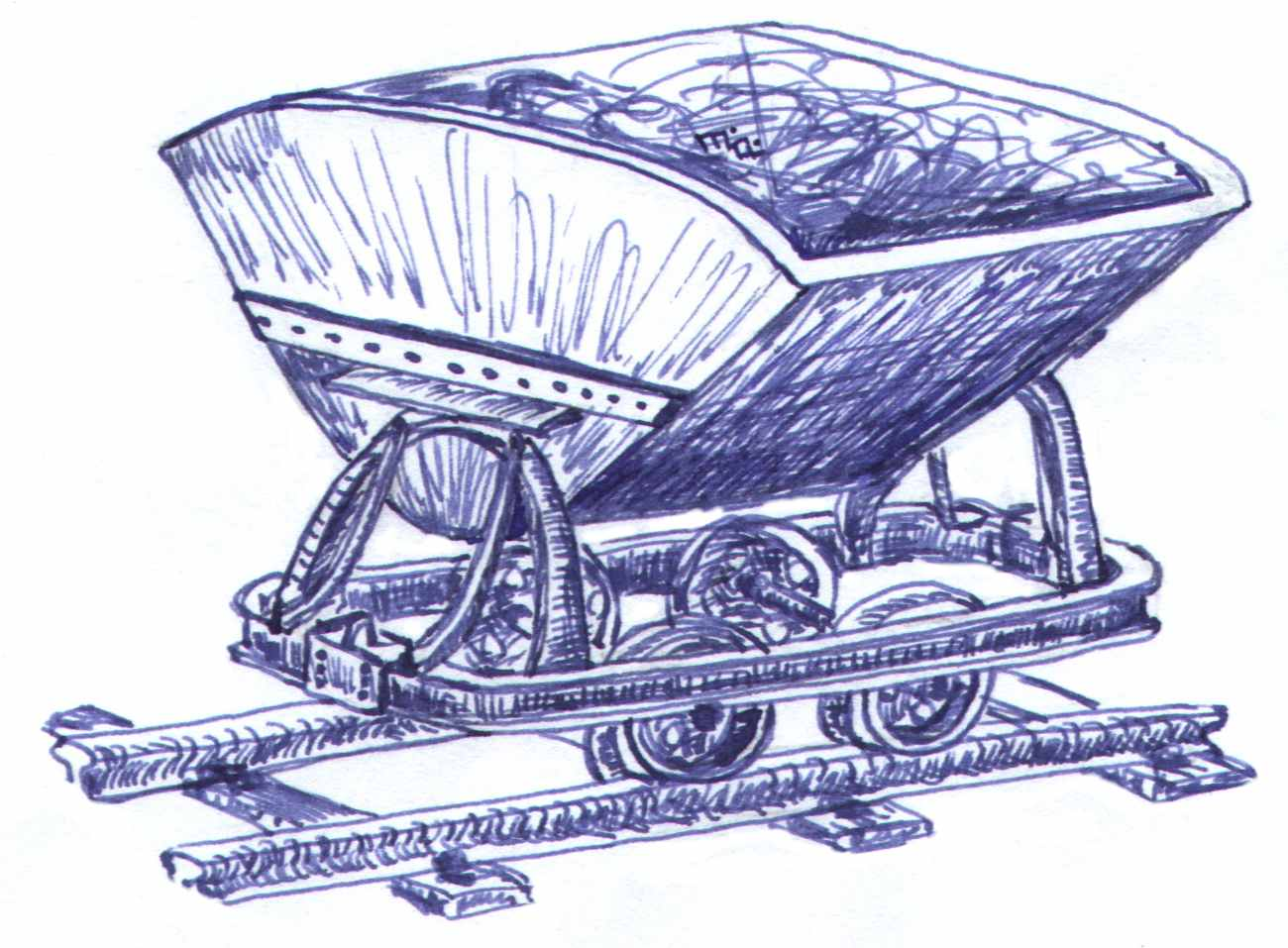
… häufig anzutreffenden …
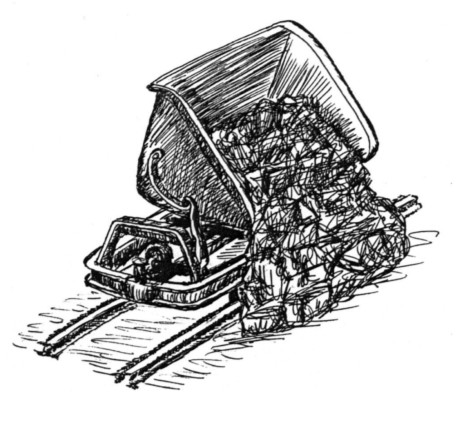
… Loren bei der …
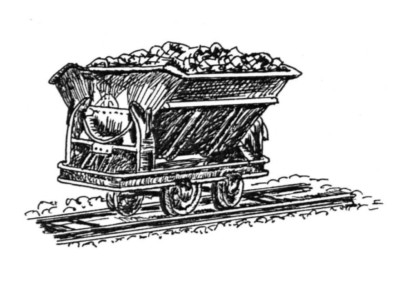
… Berliner Trümmerbahn.
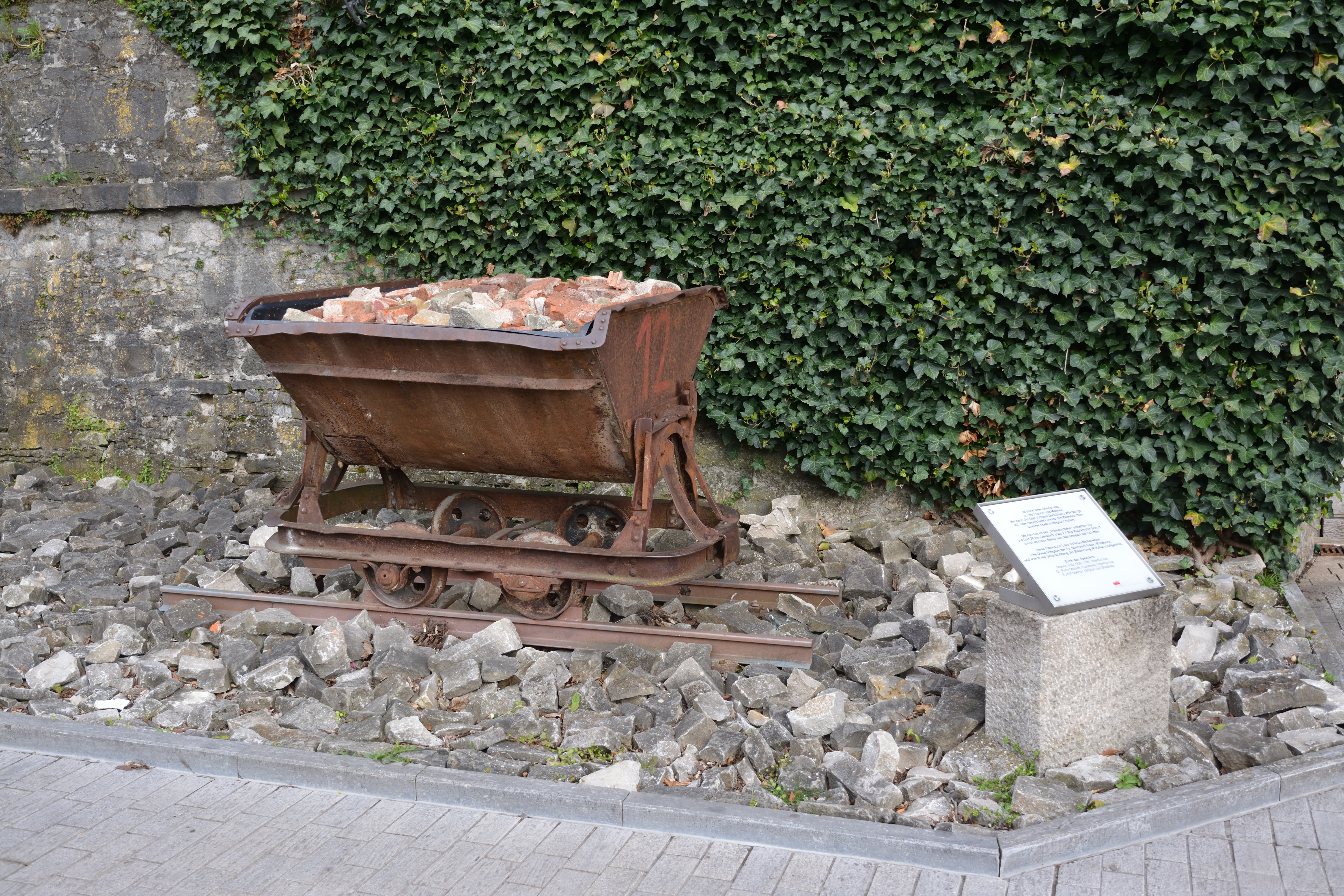
Eine Kipplore der Würzburger Trümmerbahn
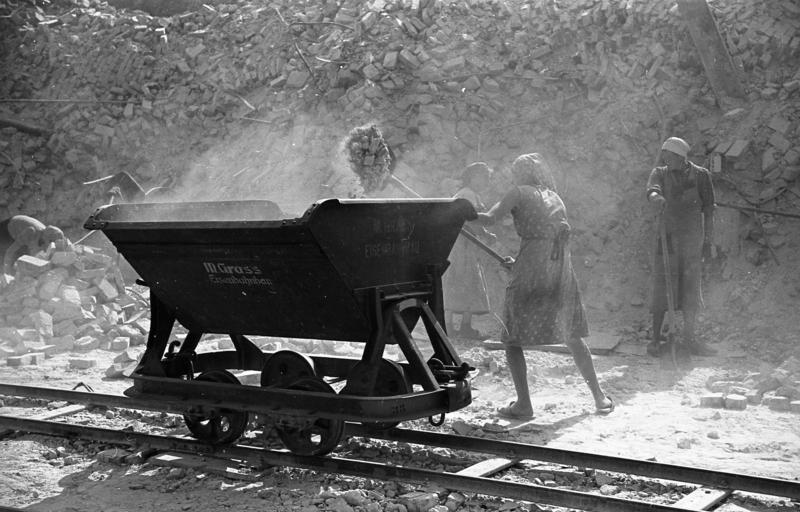
Kipplore der Firma M. Grass in Berlin, 1947
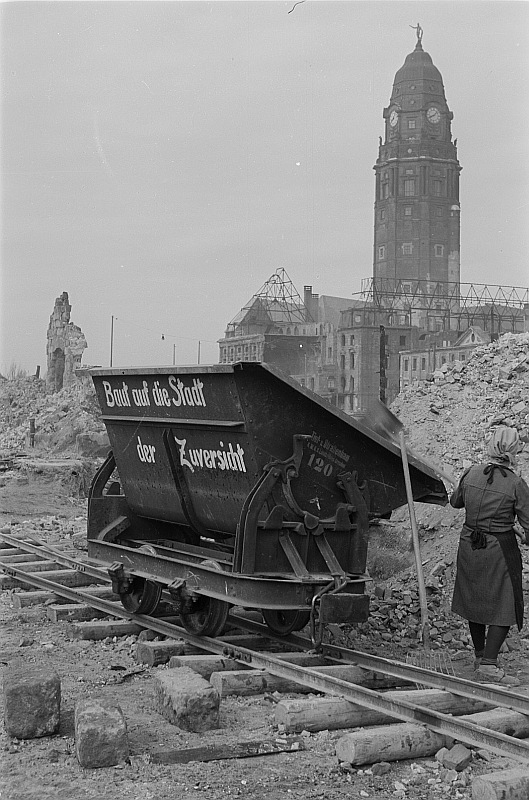
Muldenkipplore in Dresden